# Música VIA
La música VIA era el nom que rebien els grups que interpretaven música pop o rock autoritzats per la censura de la Unió de Repúbliques Socialistes Soviètiques a partir dels anys 60. La música occidental estava prohibida per ser considerada decadent, i per això les bandes havien d'obtenir autorització per tocar i compondre. Algunes de les bandes VIA de més renom foren Iveria, Pesniari, Poyushchiye Gitary, Tsvety, Vesyolye Rebyata, Ialla i Zemlyane.

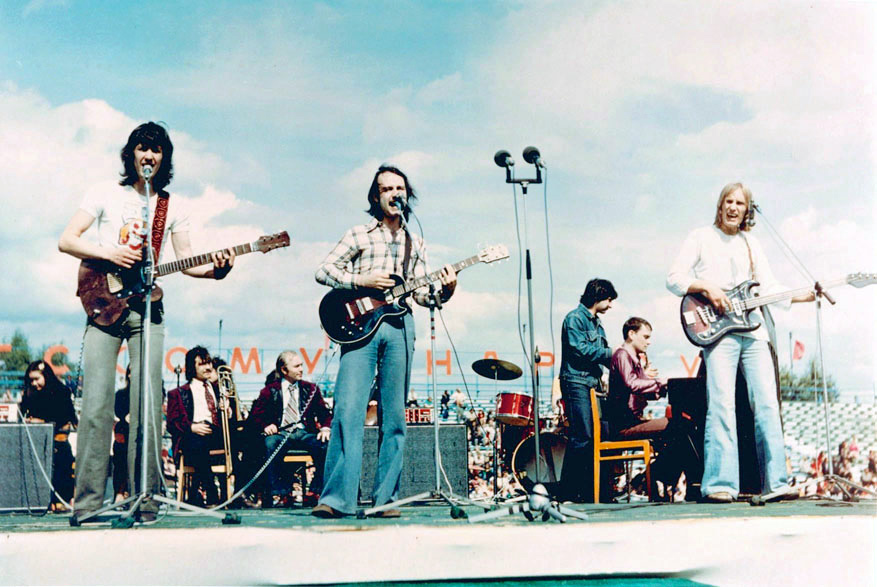
Concert en directe de Tsvety, una de les bandes de música VIA més populars.

Les lletres havien de ser apropiades per a la joventut i afins a la ideologia soviètica. Sovint se centraven en històries d'amor i alegria o exaltació patriòtica, per exemple cantant les excel·lències de la vida rural a les repúbliques o lloant un heroi del règim. Combinaven ritmes del pop clàssic amb influències de la música eslava tradicional. Eren el contrapunt musical a la música per a orquestra o els himnes marcials i les cançons de treballadors que fins aleshores eren la base de la música popular soviètica. Moltes de les cançons dels grups VIA provenien de membres de la Unió de Compositors Soviètics. Algunes bandes van publicar de forma clandestina versions alternatives dels seus èxits amb les lletres alterades per criticar el règim i indicar que s'havia de llegir amb doble sentit tota la lloança dels temes oficials. Aquestes cançons de protesta circulaven entre els fans o es cantaven en reunions de dissidents.
En les actuacions en directe s'havia de mantenir una conducta apropiada, sense gaires moviments en el ball. Els membres de la banda (de sis a deu components), havien de vestir amb uniformes militars, vestits regionals o roba de carrer, sense ornaments considerats excèntrics. No podien portar el cabell massa llarg, lluir tatuatges visibles o jaquetes de cuir. Les vestimentes tradicionals dels músics rock van ser prohibides, car incitaven a imitar els models occidentals. S'acusava aquestes bandes de rock de transmetre una ideologia burgesa, incitar al consumisme, ser poc estètiques i no celebrar la vida, a més d'un culte a l'individu contrari a l'esperit col·lectiu marxista. Es van fer, però, concessions a l'estètica del moviment hippie perquè anava explícitament contra les tesis capitalistes més acceptades.
La música VIA va gaudir d'enorme popularitat entre la dècada de 1960 i la dels 80, amb milions de discs venuts, gires en directe i promoció als mitjans de comunicació oficials. El públic que les seguia era majoritàriament jove, com passava a la seva contrapart occidental. A partir dels anys 80 la censura del règim es va relaxar i va començar a introduir-se massivament la música estrangera, que va desbancar en gran part els grups soviètics. Molts músics d'aquelles antigues bandes es van reciclar formant noves agrupacions més modernes o actuant en solitari.